# Singoallabluse
En singoallabluse er en løs bluse, ofte med bare skuldre og rynket, ofte broderet forstykke. Navnet stammer fra Sverige. Blusen giver et romantisk og ukonventionelt indtryk og var ikke mindst populær i 1960'erne og 1970'erne, hvor moden generelt var påvirket af hippiestilen, som igen bl.a. var inspireret af de oprindelige romaers tøjstil. Blusen er siden lejlighedsvis blevet populær igen på linje med anden typisk 1970'er-beklædning, således i starten af 2010-tallet.
Blusen er opkaldt efter romanfiguren Singoalla i Viktor Rydbergs roman af samme navn fra 1857, som er en kærlighedshistorie i middelalderen mellem ridderen Erland Månesköld og romapigen Singoalla. Det er en eventyrfortælling, hvor romantiske drifter støder sammen med borgerlig klassemoral. Romanen blev Rydbergs mest kendte, blev oversat til flere sprog og førte også til både en opera og en film med samme indhold. 
Blandt andet den store franske modeskaber Yves Saint-Laurent er blevet inspireret til at designe sin egen udgave af singoallablusen.